# AFI 선정 위대한 뮤지컬 영화
AFI 100년 시리즈의 일부인 AFI 선정 위대한 뮤지컬 영화은 미국 영화에서 가장 위대한 뮤지컬 영화 목록이다. 이 목록은 미국 영화 연구소가 2006년 9월 3일 할리우드 볼에서 공개했다. 이전 목록들과 달리 25개의 수상작만 포함하며 텔레비전 프로그램으로 방영되지 않았다.

## 목록
| #  | 영화                    | 연도 | 감독                         | 스튜디오            |
| -- | ----------------------- | ---- | ---------------------------- | ------------------- |
| 1  | 사랑은 비를 타고        | 1952 | 진 켈리, 스탠리 도넌         | MGM                 |
| 2  | 웨스트 사이드 스토리    | 1961 | 로버트 와이즈, 제롬 로빈스   | 유나이티드 아티스츠 |
| 3  | 오즈의 마법사           | 1939 | 빅터 플레밍                  | MGM                 |
| 4  | 사운드 오브 뮤직        | 1965 | 로버트 와이즈                | 20세기 폭스         |
| 5  | 카바레                  | 1972 | 밥 포시                      | 얼라이드 아티스츠   |
| 6  | 메리 포핀스             | 1964 | 로버트 스티븐슨              | 디즈니              |
| 7  | 스타 탄생               | 1954 | 조지 큐커                    | 워너 브라더스       |
| 8  | 마이 페어 레이디        | 1964 | 조지 큐커                    | 워너 브라더스       |
| 9  | 파리의 미국인           | 1951 | 빈센트 미넬리                | MGM                 |
| 10 | 세인트루이스에서 만나요 | 1944 | 빈센트 미넬리                | MGM                 |
| 11 | 왕과 나                 | 1956 | 월터 랭                      | 20세기 폭스         |
| 12 | 시카고                  | 2002 | 롭 마셜                      | 미라맥스            |
| 13 | 42번가                  | 1933 | 로이드 베이컨                | 워너 브라더스       |
| 14 | 올 댓 재즈              | 1979 | 밥 포시                      | 20세기 폭스         |
| 15 | 톱 햇                   | 1935 | 마크 샌드리치                | RKO                 |
| 16 | 화니 걸                 | 1968 | 윌리엄 와일러                | 컬럼비아            |
| 17 | 밴드 웨곤               | 1953 | 빈센트 미넬리                | MGM                 |
| 18 | 성조기의 행진           | 1942 | 마이클 커티즈                | 워너 브라더스       |
| 19 | 춤추는 대뉴욕           | 1949 | 진 켈리, 스탠리 도넌         | MGM                 |
| 20 | 그리스                  | 1978 | 랜들 클라이저                | 파라마운트          |
| 21 | 7인의 신부              | 1954 | 스탠리 도넌                  | MGM                 |
| 22 | 미녀와 야수             | 1991 | 게리 트러스데일, 커크 와이즈 | 디즈니              |
| 23 | 아가씨와 건달들         | 1955 | 조지프 L. 맹키위츠           | MGM                 |
| 24 | 쇼 보트                 | 1936 | 제임스 웨일                  | 유니버설            |
| 25 | 물랑 루즈!              | 2001 | 배즈 루어먼                  | 20세기 폭스         |